# البريهي (السياني)

تعديل مصدري - تعديل

البريهي محلة تابعة لقرية ضراس السفلى، التابعة لعزلة نخلان بمديرية السياني إحدى مديريات محافظة إب في الجمهورية اليمنية.، بلغ تعداد سكانها 387 حسب تعداد اليمن لعام 2004.